# Al-Dżufra
Al-Dżufra (arab. الجفرة, Al-Jufrah) – gmina w Libii ze stolicą w Hun. W 2006 roku gminę zamieszkiwało ok. 52,3 tys. mieszkańców.
Al-Dżufra graniczy z gminami:
- Syrta na północy,
- Al-Kufra na wschodzie,
- Marzuk na południu,
- Sabha na południowym zachodzie,
- Wadi asz-Szati na zachodzie.